# Park Sung-baek
En aquest nom coreà, el cognom és Park.
Park Sung-baek (en coreà 박성백; 27 de febrer de 1985) és un ciclista sud-coreà, que combina la pista amb la carretera. Actualment milita a l'equip KSPO.

## Palmarès en pista
- 2005
  - Campió asiàtic en Cursa d'eliminació
  - Campió asiàtic en Persecució per equips
- 2006
  - Medalla d'or als Jocs Asiàtics en Madison
  - Medalla d'or als Jocs Asiàtics en Persecució per equips
  - Campió asiàtic en Madison
  - Campió asiàtic en Persecució per equips
- 2011
  - Campió asiàtic en Persecució per equips
- 2012
  - Campió asiàtic en Persecució per equips
- 2013
  - Campió asiàtic en Persecució per equips

## Palmarès en ruta
- 2004
  - Vencedor de 2 etapes a la Volta a Hokkaidō
- 2005
  - Vencedor d'una etapa al Tour de Siam
  - Vencedor d'una etapa al Tour de Corea
- 2006
  - Vencedor de 2 etapes al Tour de Tailàndia
- 2007
  -  Campió de Corea del Sud en ruta
  - 1r al Tour de Corea i vencedor de 5 etapes
  - Vencedor de 2 etapes al Tour de Java oriental
  - Vencedor d'una etapa al Cepa Tour
- 2008
  -  Campió de Corea del Sud en ruta
  - Vencedor de 2 etapes al Tour de Corea-Japó
- 2010
  - Vencedor d'una etapa a la Volta al Singkarak
  - Vencedor de 2 etapes a la Volta a Hokkaidō
- 2011
  - Vencedor d'una etapa al Tour de Taiwan
- 2012
  - 1r al Tour de Corea i vencedor d'una etapa
- 2013
  - Vencedor d'una etapa a la Volta al Japó
- 2014
  - Vencedor d'una etapa al Tour de Corea
- 2015
  - Vencedor de 2 etapes al Tour de Tailàndia
- 2016
  - Vencedor d'una etapa a la Jelajah Malaysia